# David Suzuki Foundation

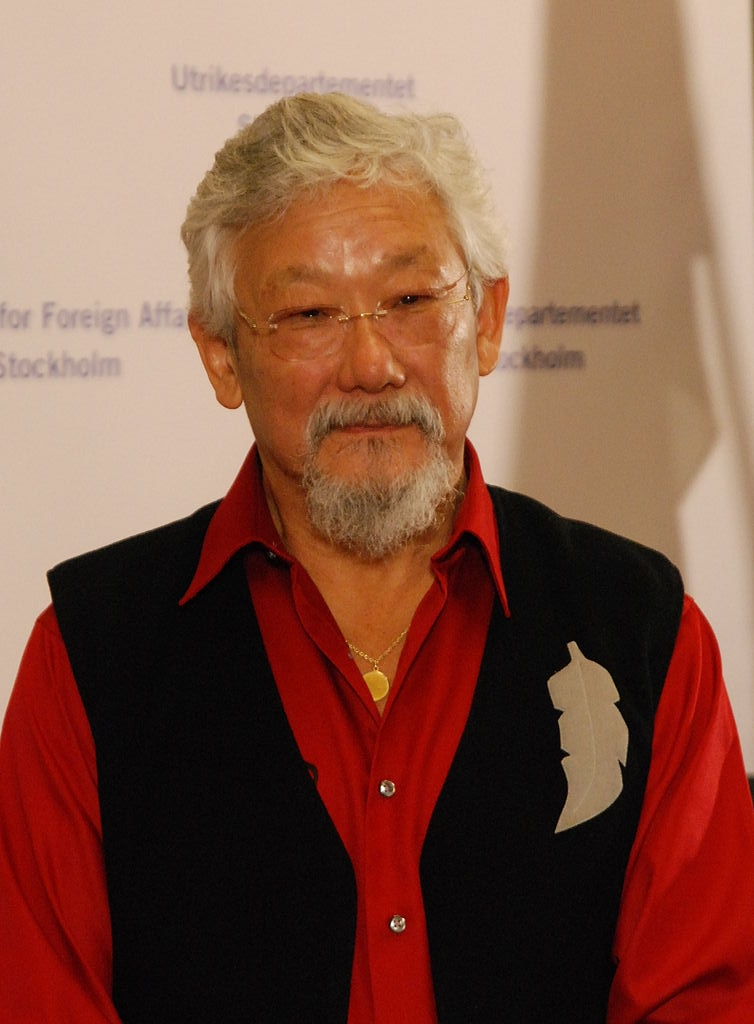
David Suzuki anlässlich der Verleihung des Right Livelihood Award 2009

Die David Suzuki Foundation ist eine gemeinnützige Umweltschutzorganisation, die in Kanada und den Vereinigten Staaten registriert ist und ihren Sitz in Vancouver hat. Ihre hauptsächlichen Themen sind globale Erwärmung, Schutz der Ozeane, nachhaltige Fischerei, erneuerbare Energien und Nachhaltigkeit.
Die Stiftung wurde 1990 gegründet. Mitbegründer und Namensgeber war der Wissenschaftsmoderator und Umweltaktivist David Suzuki. Er hatte zusammen mit Tara Cullis als Folge der zahlreichen Rückmeldungen auf seine Radioserie It's a Matter of Survival (Es ist eine Frage des Überlebens) zu einer Ideenschmiede auf Pender Island eingeladen, deren Diskussionen zur Gründung der Organisation führten.
Von der Organisation werden Informationsschreiben, Podcasts, Berichte und wissenschaftliche Studien zu Umweltthemen veröffentlicht. Basierend auf einer Studie der Union of Concerned Scientists entwickelte die Organisation die David Suzuki's Nature Challenge (David Suzukis Natur-Herausforderung). Sie ist ein Aktionsprogramm für Bürger, durch einfache Änderungen an ihrem Lebensstil zum Umweltschutz und zur Verbesserung ihrer Lebensqualität beizutragen. Im Jahr 2015 hatten sich mehr als 15.000 Personen für die Challenge angemeldet.
Im Jahr 2025 hatte die David Suzuki Foundation etwa 100–250 Angestellte. Ihre Präsidentin ist Tara Cullis, ihre Geschäftsführerin seit 2020 ist Severn Cullis-Suzuki, welche ebenso die Tochter Cullis' und Suzikis ist.
Seit 2009 kooperiert die Stiftung mit dem von Al Gore gegründeten Climate Reality Project, dessen kanadische Vertretung in Räumen der Stiftung untergebracht ist. Gemeinsam wollen die Organisationen das Bewusstsein für die Dringlichkeit der Klimakrise stärken.